# 木尾駅
木尾駅（こんのえき）は、岐阜県郡上市美並町上田にある、長良川鉄道越美南線の駅である。駅番号は16。

## 歴史
- 1986年（昭和61年）12月11日：国鉄越美南線が長良川鉄道へ転換した時に新設[1]。

## 駅構造
単式ホーム1面1線を有する地上駅。ホーム上に待合室がある。
無人駅。ホーム北濃寄りに出入口が設置されている。

## 利用状況
| 年度               | 1日平均乗車人員 |
| ------------------ | --------------- |
| 2011年（平成23年） | 5               |
| 2012年（平成24年） | 5               |
| 2013年（平成25年） | 8               |
| 2014年（平成26年） | 10              |
| 2015年（平成27年） | 13              |

## 駅周辺
駅裏に集落がある。
- 道の駅美並
- 国道156号
- 長良川

## バス路線
郡上市自主運行バス
- 美並南ルート（1日2往復、盆・年末年始を除く火・金に運行）

## 隣の駅
長良川鉄道
■越美南線
母野駅（15） - 木尾駅（16） - 八坂駅（17）